# Vivere (film 2019)
Vivere è un film italiano del 2019 diretto da Francesca Archibugi.
La pellicola è stata presentata fuori concorso alla 76ª Mostra internazionale d'arte cinematografica di Venezia.

## Trama
La famiglia Attorre, composta da Susi, Luca e Lucilla, è residente in una casa a schiera nella periferia di Roma. Susi insegna danza a donne in sovrappeso, Luca è un giornalista free-lance e Lucilla è una bambina di sei anni affetta da asma.
Nella famiglia sono presenti alcuni squilibri che spesso sfociano in litigi, dovuti anche al fatto che Susi non riesce a fronteggiare la malattia della figlia e a conciliare i suoi vari impegni quotidiani. Entra nella famiglia Mary Ann, ragazza alla pari, una studentessa irlandese amante dell'arte. Pierpaolo, il figlio che Luca ha avuto con un'altra donna, Azzurra, aiuta economicamente la famiglia al fine di garantire le giuste cure a Lucilla. Marinoni, il medico che prende in cura la bambina è attratto da Susi, la quale inizialmente cede alle sue attenzioni. Mary Ann inizia una relazione con Luca e rimane quindi incinta. Lo dice a Susi, che sembra non accorgersi del tradimento del marito, e la convince ad abortire. Spettatore delle vicissitudini della famiglia Attorre è il vicino Perind (abbreviazione di perito industriale).
Susi tenta di scusarsi con Perind per i disagi provocati dalla loro vita complicata, ma l'uomo le risponde Vi vedo vivere... io vi invidio.

## Sceneggiatura
La pellicola è un adattamento cinematografico del racconto Viaggio in Italia, scritto dalla stessa regista .

## Promozione
Il primo trailer del film è stato distribuito il 6 agosto 2019.

## Distribuzione
Il film è uscito nelle sale italiane il 26 settembre 2019 .